# Dalton Town with Newton
Dalton Town with Newton est une paroisse civile de Cumbria, située dans le nord-ouest de l'Angleterre.